# هيتوشي دوي
هيتوشي دوي (باليابانية: 土井仁志؛ بالكانا: どい ひとし) هو شخصية أعمال ياباني، ولد في أكتوبر 1963 في تشيغاساكي في اليابان.

## وصلات خارجية
- الموقع الرسمي